# Rula Quawas
Rula Butros Audeh Quawas (* 25. Februar 1960 in Amman, Jordanien; † 25. Juli 2017 ebenda) war eine jordanische Literaturwissenschaftlerin, Aktivistin und Hochschullehrerin. Sie war über 25 Jahre lang außerordentliche Professorin für amerikanische Literatur und feministische Theorie an der Universität von Jordanien (UJ) und Aktivistin für Frauenrechte. Sie war die erste Professorin, die feministische Kurse an der UJ einführte.

## Leben und Werk
Quawas war die Tochter palästinensischer Eltern, die 1948 mittellos nach Jordanien kamen. Sie studierte englische Sprache und Literatur an der Universität von Jordanien, wo sie 1981 ihren Bachelor of Arts und 1991 ihren Master of Arts erhielt. Ihre Masterarbeit bei Mohammad Shaheen trug den Titel: The Female Bildungsroman in the Early Part of the Twentieth Century: Has the Female Shed her Shackles!. Sie promovierte dann 1995 in amerikanischer Literatur und feministischer Theorie an der University of North Texas mit der Dissertation: Weaving a new wreath of immortal leaves. Bildung, Awakening, and Self-Redefinition in the Fiction of Elizabeth Stoddard.
In den neun Jahren zwischen ihren ersten beiden Abschlüssen unterrichtete sie an Schulen in Amman und begann nach ihrer Promotion am Englischen Institut der Universität von Jordanien Bachelor- und Masterkurse im Zusammenhang mit amerikanischer Literatur zu unterrichten. Sie unterrichtete als erste feministische Kurse in der Englischabteilung, wobei der Schwerpunkt auf dem amerikanischen Feminismus lag. Von 1996 bis 2002 war sie Assistant Professor of American Literature an der Universität von Jordanien und wurde dort im August 2002 Associate Professor of American Literature.
Ihre Forschung konzentrierte sich auf amerikanische und arabische Texte, die von Schriftstellerinnen verfasst wurden. Sie gründete das Women’s Studies Center an der Universität von Jordanien und war von 2006 bis 2008 dessen Direktorin. 2009 gründete sie die Knowledge Production Unit der Jordanian National Commission for Women und war ein Jahr lang deren Direktorin.

## Kontroverse an der Universität von Jordanien
Von 2011 bis 2012 war sie Dekanin der Fakultät für Fremdsprachen an der Universität von Jordanien. Die Universität von Jordanien entließ sie von ihrem Posten als Dekanin, nachdem Studierende in ihrem Kurs „Feministische Theorie“ im Herbstsemester des Studienjahres 2011–2012 ein Video produzierten. Das Video thematisierte sexuelle Belästigung von Studentinnen auf dem Campus der Universität von Jordanien und wurde am 9. Juni 2012 auf YouTube hochgeladen. Die  Veröffentlichung des Videos löste eine Kontroverse sowohl in Print- als auch Online-Medien in Jordanien aus. Angesichts der angeblichen „schädlichen Wirkung“ des Videos auf den Ruf der Universität wurde sie von ihrem Posten als Dekanin der Fakultät für Fremdsprachen an der Universität von Jordanien enthoben. Der Ausschuss für akademische Freiheit der Studentenvereinigung des Nahen Ostens veröffentlichte einen Brief, in dem er gegen die Entfernung von Quawas von ihrem Posten protestierte.
Für das akademische Jahr 2013/14 wurde sie als Fulbright Scholar in Residence (SIR) am Champlain College in Vermont ausgewählt. Einer der Kurse, die sie dort unterrichtete, befasste sich mit zeitgenössischen arabischen Schriftstellerinnen. Sie beleuchtete die Literatur in ihrem kulturellen, sozioökonomischen und historischen Kontext und sprach über die Bedeutung von Politik und Wirtschaft für die Geschlechterverhältnisse in der arabischen Welt.
Sie schrieb und veröffentlichte zahlreiche Aufsätze in englischer Sprache unter anderen über Willa Cather, Edith Wharton, Kate Chopin, Ellen Glasgow, Agnes Smedley, Charlotte Perkins Gilman, Emily Dickinson, Marilyn French, Doris Lessing, Nawal El Saadawi, Huda Shaarawi. Sie war Mitautorin von drei englischsprachigen Lehrbüchern für Studienanfänger an der Universität von Jordanien.
Sie war Mitglied zahlreicher Redaktionen wie des Journal of Women’s Entrepreneurship and Education, Studies in Literature in English und des International Journal of Arabic-English Studies.
Quawas starb 2017 im Alter von 57 Jahren in Amman.

## Auszeichnungen
- 1994: Phi Kappa Phi, University of North Texas
- 1993: A Medal for a Distinguished International Scholar. Phi Beta Delta, University of North Texas
- 1989: Best Teacher of the Year, National Orthodox School
- 2009: Meritorious Honor Award for Leadership and Dedication to the Empowerment of Jordanian Women von Prinzessin Basma bint Talal
- 2013: nominiert für den International Women of Courage Award des US-Außenministeriums

## Veröffentlichungen (Auswahl)
- mit Nadia G. Yaqub: Bad girls of the Arab world. University of Texas Press, Austin, 2017.[8]
- The voice of Being Enough: Young Jordanian Women Break Through Without Breaking Down. 2016.[9]